# Heaven's Gate (film)
Heaven's Gate is een westernfilm uit 1980, geschreven en geregisseerd door Michael Cimino. Het verhaal is losjes gebaseerd op de Johnson County War, een conflict tussen grootgrondbezitters en nieuwe kolonisten in Wyoming, eind 19e eeuw. De film is vooral betekenisvol als een van de grootste flops uit de filmgeschiedenis. Filmstudio United Artists kwam door het grote verlies in de financiële problemen en de beweging van New Hollywood kwam hiermee feitelijk tot een einde.

## Productie
Cimino had reeds in 1971 een eerste versie van het scenario, onder de titel The Johnson County War, voorgelegd aan United Artists, dat er geen brood in zag. Toen Cimino begin 1979 met zijn film The Deer Hunter de belangrijke Oscars won voor Beste Film en Beste Regie, besloot de studio het oude project een nieuwe kans te geven. De opnames begonnen in april 1979 met een voorzien budget van 11 miljoen dollar. Het was de bedoeling om de film al in december 1979 in de zalen te krijgen.
Al snel liepen de opnames uit de hand door Cimino's maniakale perfectionisme en ambitie om een absoluut meesterwerk neer te zetten. Sommige takes moesten naar verluidt vijftig keer worden overgedaan. Sommige decors moesten worden afgebroken en opnieuw opgebouwd omdat ze niet naar de zin van Cimino waren. De opnames eindigden pas in maart 1980. Op dat ogenblik had Cimino bijna 400 kilometer film geschoten en had daarmee het record van Apocalypse Now (300 kilometer film) gebroken.
Na de opnames volgde, onder hoge tijdsdruk, de montage, waarbij de studio aanvankelijk geen inzage kreeg. De eerste gemonteerde versie die Cimino aan United Artists toonde, had een lengte van meer dan vijf uur. De studio weigerde deze versie en liet ze door Cimino inperken tot 219 minuten (3 uur en 39 minuten). Deze versie ging op 19 november 1980 in première in New York.

## Ontvangst
De film werd na één week al uit de zaal gehaald, omdat het publiek de langdradige verhaaltrant niet lustte. Een nieuwe ingekorte versie werd klaargemaakt, waarbij er echter keuzes moesten worden gemaakt, ten nadele van de continuïteit van het verhaal en de begrijpelijkheid. De versie die uiteindelijk in april 1981 in de zalen kwam, was nog slechts 149 minuten lang, maar toonde een verminkt verhaal.
De kritiek was niet mals: Roger Ebert noemde de film in zijn recensie "de schandelijkste filmverspilling die ik heb gezien sinds Paint Your Wagon." Het publiek liet de film dan ook links liggen. De film bracht in de bioscoop slechts een fractie van de productiekost op. Het was het op dat ogenblik grootste financiële verlies in de filmgeschiedenis.
Voor de 54ste Oscaruitreiking kreeg de film één teleurstellende nominatie, voor artdirector. Bij de Razzies daarentegen kreeg de film vier nominaties (slechtste film, slechtste scenario, slechtste acteur, slechtste muziek) en verzilverde hij de nominatie voor slechtste regie.

## Gevolgen
Filmmaatschappij United Artists kwam door dit debacle in grote moeilijkheden. De eigenaars, holding Transamerica Corporation, verkochten de studio aan Metro-Goldwyn-Mayer. Michael Cimino's ambitie om zijn grote succes The Deer Hunter te evenaren en te overtreffen, liep met een sisser af. Ook zijn latere films zouden niet het succes van die film benaderen.
Het fiasco van Heaven's Gate deed de filmmaatschappijen besluiten om de vrije rol van de regisseurs in te perken en meer controle uit te oefenen over het productieproces. Dit wordt dan ook gezien als het officieuze einde van de New Hollywood-beweging.

## Rolverdeling
| Acteur             | Personage                 |
| ------------------ | ------------------------- |
| Kris Kristofferson | James Averill             |
| Christopher Walken | Nathan D. Champion        |
| Isabelle Huppert   | Ella Watson               |
| Jeff Bridges       | John L. Bridges           |
| John Hurt          | William C. "Billy" Irvine |
| Sam Waterston      | Frank Canton              |
| Brad Dourif        | Mr. Eggleston             |
| Joseph Cotten      | The Reverend Doctor       |
| Paul Koslo         | Mayor Charlie Lezak       |
| Geoffrey Lewis     | Trapper Fred              |
| Richard Masur      | Cully                     |
| Ronnie Hawkins     | Majoor Wolcott            |
| Terry O'Quinn      | Kapitein Minardi          |
| Mickey Rourke      | Nick Ray                  |